# Tussenstaat van de droomtoestand
De Tussenstaat van de droomtoestand (Tibetaans: Milam- Bardo) is een begrip uit het Tibetaans boeddhisme. Er wordt een fase mee aangeduid van geestelijke activiteit, wanneer het fysieke lichaam slaapt.
De meeste Tibetanen beschouwen dromen als een vorm van communicatie met diepere werelden van henzelf, als een bron van spirituele kennis en als leidraad voor het dagelijks leven. Door middel van dromen kunnen wonden in de psyche en emotionele problemen worden geheeld. 

Er bestaan drie soorten dromen: samsarische dromen, helderheidsdromen en lichtdromen.
Ervaringen in dromen lijken op die in het bardo na de dood. De manier waarop iemand reageert op de verschijnselen in het bardo na de dood, zal gelijk zijn aan zijn reactie op droomverschijnselen. Beweerd wordt dat slapen in essentie een oefening is voor het stervensproces. De capaciteiten die men nodig heeft om in het bardo na de dood aanwezig te blijven, gewaar te zijn en zich niet te laten afleiden door de visioenen die dan opkomen, kunnen volgens Tibetaanse boeddhisten ontwikkeld worden door middel van droomyoga.
Wanneer men een geoefend niveau met droomyoga heeft bereikt en in staat is grenzen in de geest op te heffen, met andere woorden bij de vrijheid is gekomen die het wezen van de geest is, is droom het object van gewaarzijn. Dit noemt men helderheidsdromen.
Men beseft dat men droomt. Wanneer men nog op een oppervlakkig niveau van oefening verkeert, raakt dat inzicht snel weer verloren en de logica van de droom, die voortkomt uit de geconditioneerdheid, de patronen van het dagelijks leven, neemt weer de overhand. Helder zijn in een droom betekent dat men zich niet inlaat met de verschijnselen die opkomen, maar de droom herkent, dat men gewaar is dat men droomt. Met dit gewaarzijn kan men de droom besturen in plaats dat men bestuurd wordt door de droom. Als men daarin slaagt bevatten dromen een enorme vrijheid. Heldere dromen kunnen nog echter lijken dan het leven in wakende toestand.
(bron: Tenzin Wangyal Rinpoche, De Werkelijkheid van slapen en dromen, Uitgeverij Elmar bv, Rijswijk, 1999, ISBN 9038908423)

## Andere zaken die geassocieerd zijn met Tussenstaat van de droomtoestand
- Lucide dromen: tijdens een lucide droom is de dromer zich bewust van het feit dat hij droomt. Dit fenomeen is diepgaand onderzocht door de Amerikaanse wetenschapper Stephen Laberge en anderen. Er zijn verschillende methodes mogelijk waarbij men lucide dromen bij zichzelf op kan wekken.

## Boeken
- (nl) Norbu, Namkhai (1997)Droomyoga, en het natuurlijke licht van de nacht, ISBN 90-6963-403-1, vertaling van Dreamyoga and the practice of Natural Light (1992)
- (nl) Wangyal Rinpoche, Tenzin (1999) De Werkelijkheid van slapen en dromen, ISBN 90-389-0842-3, vertaling van The Tibetan Yogas of Dream and Sleep (1998)